# Leven (ort i Skottland)
Leven är en ort i Storbritannien.   Den ligger i kommunen Fife och riksdelen Skottland, i den centrala delen av landet, 600 km norr om huvudstaden London. Leven ligger 13 meter över havet och antalet invånare är 7 887.
Terrängen runt Leven är huvudsakligen platt, men åt nordost är den kuperad. Havet är nära Leven åt sydost.  Närmaste större samhälle är Glenrothes, 10,7 km väster om Leven. 